# La bien cantá
La bien cantá es un concurso musical dedicado a la interpretación de copla emitido en España por La 1, y en el extranjero por otras plataformas (satélite, cable, etc) a través de TVE Internacional Además, también puede verse desde cualquier parte del mundo a través de RTVE Play.. Recuerda por su estructura a los populares Se llama copla y A tu vera. En septiembre de 2024 se dio a conocer el nombre del programa, quién lo presentará y los miembros del jurado. Se estrenó el 1 de octubre de 2024.Los dos primeros programas se emitieron la noche del martes a las 22h50, pero debido a su flojo estreno, a partir del tercer programa se emitió los sábados a las 22h10.

## Mecánica
La estructura de La Bien Cantá se divide en ocho programas: cinco galas clasificatorias, dos semifinales y una gran final. Cada semana, los diez concursantes se enfrentarán en actuaciones individuales, en las que defenderán un tema en directo. Su destino en el concurso dependerá de la valoración del jurado. Ellos decidirán el futuro de cada participante con un sistema claro de votación: verde si les ha convencido la actuación o rojo si no.
Las reglas son simples: Pleno verde; el concursante asegura su continuidad una semana más. Verdes y rojos; el participante entra en la zona de peligro y su futuro depende del público. Pleno rojo; el concursante se sienta en la temida Silla Roja.
La Silla Roja: un pie fuera del concurso. Uno de los elementos más icónicos del programa es la Silla Roja. Si un concursante recibe tres votos rojos, será enviado directamente a esta silla, lo que significa que tiene un pie fuera del concurso. Sin embargo, la mecánica se complica: si otro participante también obtiene tres rojos, ambos se enfrentarán en un Reto de Silla Roja. El que gane, conservará su puesto, mientras que el perdedor ocupará la silla, acercándose a la eliminación.
El Retante: un nuevo aspirante cada semana. La Bien Cantá no solo es un reto entre los concursantes oficiales, sino que cada semana entra en escena un aspirante conocido como El Retante. Este competidor llega dispuesto a robarle el puesto a uno de los concursantes que haya quedado en peligro. Al final de la gala, ambos se enfrentarán en un reto musical, y será el jurado quien decida quién se queda en el programa y quién es eliminado.
El poder del voto del público: la participación del público juega un papel fundamental. En cada gala, los espectadores votan por su concursante favorito, quien no solo se salva  del reto final, sino que también obtiene un privilegio especial: la capacidad de salvar a uno de sus compañeros de la zona de peligro.

## Temporadas
|       | 1     | 8 | 1 de octubre de 2024 | 23 de noviembre de 2024 | Alba Cabello | Jorge Marazu | Verónica Rojas | Lucas Vidal María del Monte Rayden |
| TOTAL | TOTAL | 8 | 1 de octubre de 2024 | 23 de noviembre de 2024 |              |              |                |                                    |

## Equipo
- Producción
  - Europroducciones (2024-)
- Dirección
  - Yolanda Lope de Toledo (2024-)
  - Virginia Barral (sudirección) (2024-)
- Realización
  - Carles Pamies (2024-)
- Fotografia
  - Ricardo Buendía (2024-)
- Escenografia
  - Punto per Punto (2024-)

### Presentador
Presentador fijo
     Presentador sustituto (en 1 o más galas)
| Edición     | 1    |
| Año         | 2024 |
| ----------- | ---- |
| Rocío Muñoz |      |

### Jurado
Jurado fijo
     Jurado sustituto (en 1 o más galas)
| Lucas Vidal     |
| María del Monte |
| Rayden          |

### Otros miembros del equipo
| Ocupación equipo | Profesión          | Duración | Ediciones |
| ---------------- | ------------------ | -------- | --------- |
| Alex Conde       | Director musical   | 2024     | 1         |
| Rafael Rabay     | Profesor de canto  | 2024     | 1         |
| Lola González    | Profesora de baile | 2024     | 1         |

### Miembros fijos del jurado
| Jurado          | Profesión                      | Duración | Ediciones |
| --------------- | ------------------------------ | -------- | --------- |
| Lucas Vidal     | Compositor y productor musical | 2024     | 1         |
| María del Monte | Cantante y presentadora        | 2024     | 1         |
| Rayden          | Cantante y productor           | 2024     | 1         |

## Ediciones

### 1.ª edición 2024
1 de octubre de 2024 - 23 de noviembre de 2024

#### Participantes
| #  | Concursante                  | Procedencia                     | Duración (en días) | Información             |
| -- | ---------------------------- | ------------------------------- | ------------------ | ----------------------- |
| 1  | Alba Cabello "Dreid"         | La Puebla de Cazalla (Sevilla)  | 43 días            | Ganadora (52,89%)       |
| 2  | Jorge Marazu                 | Ávila                           | 43 días            | 2.º Finalista (47,11%)  |
| 3  | Verónica Rojas               | San Roque (Cádiz)               | 42 días            | Retante / 3.ª Finalista |
| 4  | JuanMa Jerez                 | Málaga                          | 43 días            | 4.º Finalista           |
| 5  | Roberto Aragón               | Estepona (Málaga)               | 43 días            | 5.º Finalista           |
| 6  | Juan Anselmo Rodilla "Juana" | Fuentes de Béjar (Salamanca)    | 35 días            | Retante / 6.º Finalista |
| 7  | Naomi Santos                 | Algeciras (Cádiz)               | 36 días            | 7.º puesto              |
| 8  | Elisa Huerva                 | La Cartuja de Monegros (Huesca) | 36 días            | 8.º puesto              |
| 9  | Inmaculada Lara              | San Fernando (Cádiz)            | 7 días             | Retante / 9.º puesto    |
| 10 | Ana Muñoz                    | Manilva (Málaga)                | 14 días            | Retante / 10.º puesto   |
| 11 | Sherezade Alarcón            | San Isidro (Alicante)           | 29 días            | 4.ª Expulsada           |
| 12 | Miriam Reyes                 | La Laguna (Canarias)            | 22 días            | 3.ª Expulsada           |
| 13 | Karla Lima                   | Vigo                            | 8 días             | 2.ª Expulsada           |
| 14 | David Martínez "Davile"      | Elche (Alicante)                | 1 día              | 1er.Expulsado           |

#### Estadísticas semanales
|           | Gala 1  | Gala 1    | Gala 2    | Gala 3   | Gala 4    | Gala 5    | Gala 6    | Gala 6    | Semifinal | Semifinal | Gran Final |
| --------- | ------- | --------- | --------- | -------- | --------- | --------- | --------- | --------- | --------- | --------- | ---------- |
| Alba      | Entra   | Inmune    | Salvada   | Salvada  | Favorita  | Inmune    | Inmune    | Salvada   | Inmune    | Nominada  | Ganadora   |
| Jorge     | Entra   | Inmune    | Salvado   | Inmune   | Inmune    | Favorito  | Inmune    | Salvado   | Inmune    | Favorito  | Segundo    |
| Verónica  | Retante | Entra     | Inmune    | Inmune   | Inmune    | Nominada  | Inmune    | Nominada  | Inmune    | Salvada   | Tercera    |
| Juanma    | Entra   | Inmune    | Inmune    | Nominado | Inmune    | Inmune    | Inmune    | Salvado   | Inmune    | Nominado  | Cuarto     |
| Roberto   | Entra   | Nominado  | Inmune    | Inmune   | Inmune    | Inmune    | Inmune    | Salvado   | Inmune    | Salvado   | Quinto     |
| Juana     |         |           | Entra     | Nominado | Inmune    | Salvado   | Inmune    | Salvado   | Inmune    | Salvado   | Sexto      |
| Naomi     | Entra   | Inmune    | Nominada  | Inmune   | Nominada  | Inmune    | Inmune    | Nominada  | Inmune    | Expulsada |            |
| Elisa     | Entra   | Favorita  | Favorita  | Favorita | Nominada  | Nominada  | Inmune    | Favorita  | Expulsada |           |            |
| Inma      |         |           |           |          |           | Entra     | Inmune    | Expulsada |           |           |            |
| Ana       |         |           |           |          | Entra     | Nominada  | Expulsada |           |           |           |            |
| Sherezade | Entra   | Inmune    | Nominada  | Nominada | Nominada  | Expulsada |           |           |           |           |            |
| Miriam    | Entra   | Nominada  | Nominada  | Nominada | Expulsada |           |           |           |           |           |            |
| Karla     | Entra   | Inmune    | Expulsada |          |           |           |           |           |           |           |            |
| Davile    | Entra   | Expulsado |           |          |           |           |           |           |           |           |            |

     Ganador
     2.º Finalista
     3.er Finalista
     4.º Finalista
     5.º Finalista
     El concursante entra en el concurso
     Favorito de la noche
     Concursante con Pleno Verde
     Posición intermedia
     Concursante nominado; salvado por el Favorito
     Concursante nominado; salvado por el Público
     Concursante nominado; no elegido por el Retante
     Concursante nominado; salvado por el jurado en el Reto Final
     Concursante eliminado

#### Actuaciones concursantes

##### Gala 1
En orden de actuación
| Orden | Artista                 | Canción                         | Valoración Jurado | Valoración Jurado | Valoración Jurado |
| Orden | Artista                 | Canción                         | Lucas Vidal       | María del Monte   | Rayden            |
| ----- | ----------------------- | ------------------------------- | ----------------- | ----------------- | ----------------- |
| 1     | Alba Cabello "Dreid"    | «Tengo Miedo»                   |                   |                   |                   |
| 2     | Juanma Jerez            | « El emigrante»                 |                   |                   |                   |
| 3     | Roberto Aragón          | « ¡Ay pena, penita, pena!»      |                   |                   |                   |
| 4     | Karla Lima              | «Campanera»                     |                   |                   |                   |
| 5     | David Martínez "Davile" | «Te he de querer mientras viva» |                   |                   |                   |
| 6     | Naomi Santos            | «Garlochí»                      |                   |                   |                   |
| 7     | Miriam Reyes            | «Un clavel»                     |                   |                   |                   |
| 8     | Jorge Marazu            | «María la Portuguesa»           |                   |                   |                   |
| 9     | Elisa Huerva            | «La Zarzamora»                  |                   |                   |                   |
| 10    | Sherezade Alarcón       | «A tu vera»                     |                   |                   |                   |

Retos
| Orden | Nombre Reto     | Artistas                | Artistas                | Canción                |
| ----- | --------------- | ----------------------- | ----------------------- | ---------------------- |
| 1     | Reto Silla Roja | Roberto Aragón          | David Martínez "Davile" | «El hijo del ganadero» |
| 2     | Reto Final      | David Martínez "Davile" | Verónica Rojas          | «La Lirio»             |

##### Gala 2
En orden de actuación
| Orden | Artista              | Canción                    | Valoración Jurado | Valoración Jurado | Valoración Jurado |
| Orden | Artista              | Canción                    | Lucas Vidal       | María del Monte   | Rayden            |
| ----- | -------------------- | -------------------------- | ----------------- | ----------------- | ----------------- |
| 1     | Jorge Marazu         | «La falsa moneda»          |                   |                   |                   |
| 2     | Eli Huerva           | «Limosna de amores»        |                   |                   |                   |
| 3     | Miriam Reyes         | «El cordón de mi corpiño»  |                   |                   |                   |
| 4     | Roberto Aragón       | «Tani»                     |                   |                   |                   |
| 5     | Sherezade Alarcón    | « Y sin embargo te quiero» |                   |                   |                   |
| 6     | Naomi Santos         | «A la lima y al limón»     |                   |                   |                   |
| 7     | Verónica Rojas       | « Tatuaje»                 |                   |                   |                   |
| 8     | Karla Lima           | «Amante de abril y mayo»   |                   |                   |                   |
| 9     | Juanma Jerez         | «Mi niña Lola»             |                   |                   |                   |
| 10    | Alba Cabello "Dreid" | «El beso»                  |                   |                   |                   |

Retos
| Orden | Nombre Reto     | Artistas   | Artistas             | Canción       |
| ----- | --------------- | ---------- | -------------------- | ------------- |
| 1     | Reto Silla Roja | Karla Lima | Alba Cabello "Dreid" | «Ay Maricruz» |
| 2     | Reto Final      | Karla Lima | Juana                | «Triniá»      |

##### Gala 3
En orden de actuación
| Orden | Artista              | Canción                        | Valoración Jurado | Valoración Jurado | Valoración Jurado |
| Orden | Artista              | Canción                        | Lucas Vidal       | María del Monte   | Rayden            |
| ----- | -------------------- | ------------------------------ | ----------------- | ----------------- | ----------------- |
| 1     | Verónica Rojas       | «Yo soy esa»                   |                   |                   |                   |
| 2     | Roberto Aragón       | «Romance de la Reina Mercedes» |                   |                   |                   |
| 3     | Sherezade Alarcón    | «El Lerele»                    |                   |                   |                   |
| 4     | Miriam Reyes         | «Carmen de España»             |                   |                   |                   |
| 5     | Jorge Marazu         | «Pena Mora»                    |                   |                   |                   |
| 6     | Alba Cabello "Dreid" | «Francisco Alegre»             |                   |                   |                   |
| 7     | Juanma Jerez         | «Tengo un te quiero»           |                   |                   |                   |
| 8     | Naomi Santos         | «Tres puñales»                 |                   |                   |                   |
| 9     | Juan Anselmo "Juana" | «Soy minero»                   |                   |                   |                   |
| 10    | Elisa Huerva         | «Embrujá por tu querer»        |                   |                   |                   |

Retos
| Orden | Nombre Reto  | Artistas          | Artistas        | Canción               |
| ----- | ------------ | ----------------- | --------------- | --------------------- |
| 1     | Reto Final 1 | Sherezade Alarcón | Sergio Morcillo | «Me embrujaste»       |
| 2     | Reto Final 2 | Juanma Jerez      | Miriam Cantero  | «Romance de Valentía» |

##### Gala 4
En orden de actuación
| Orden | Artista              | Canción                     | Valoración Jurado | Valoración Jurado | Valoración Jurado |
| Orden | Artista              | Canción                     | Lucas Vidal       | María del Monte   | Rayden            |
| ----- | -------------------- | --------------------------- | ----------------- | ----------------- | ----------------- |
| 1     | Miriam Reyes         | «Maruja Limón»              |                   |                   |                   |
| 2     | Juanma Jerez         | «Vino Amargo»               |                   |                   |                   |
| 3     | Elisa Huerva         | «No te mires en el rio»     |                   |                   |                   |
| 4     | Alba Cabello "Dreid" | «Te lo juro yo»             |                   |                   |                   |
| 5     | Verónica Rojas       | «En tierra extraña»         |                   |                   |                   |
| 6     | Naomi Santos         | «Que bonita que es mi niña» |                   |                   |                   |
| 7     | Juan Anselmo "Juana" | «Dos Cruces»                |                   |                   |                   |
| 8     | Roberto Aragón       | «La encrucijada»            |                   |                   |                   |
| 9     | Sherezade Alracón    | «La niña de la estación»    |                   |                   |                   |
| 10    | Jorge Marazu         | «La Zarzamora»              |                   |                   |                   |

Retos
Aspirante a Retante:
- Aspirante 1: Ana Muñoz; Pastora Imperio
- Aspirante 2: Bella de Sousa; Un clavel

| Orden | Nombre Reto       | Artistas     | Artistas       | Canción                        |
| ----- | ----------------- | ------------ | -------------- | ------------------------------ |
| 1     | Reto de Retantes  | Ana Muñoz    | Bella de Sousa | «Elvira la cantaora»           |
| 1     | Reto Silla Roja 1 | Miriam Reyes | Elisa Huerva   | «Cántame un pasodoble español» |
| 2     | Reto Silla Roja 2 | Miriam Reyes | Naomi Santos   | «Antonio Vargas Heredia»       |
| 3     | Reto Final        | Miriam Reyes | Ana Muñoz      | «Lola Puñales»                 |

##### Gala 5
En orden de actuación
| Orden | Artista              | Canción                 | Valoración Jurado | Valoración Jurado | Valoración Jurado |
| Orden | Artista              | Canción                 | Lucas Vidal       | María del Monte   | Rayden            |
| ----- | -------------------- | ----------------------- | ----------------- | ----------------- | ----------------- |
| 1     | Juan Anselmo "Juana" | «Los piconeros»         |                   |                   |                   |
| 2     | Alba Cabello "Dreid" | «Soy una feria»         |                   |                   |                   |
| 3     | Naomi Santos         | «Cuchullito de agonía»  |                   |                   |                   |
| 4     | Juanma Jerez         | «Cocidito Madrileño»    |                   |                   |                   |
| 5     | Jorge Marazu         | «Suspiros de España»    |                   |                   |                   |
| 6     | Sherezade Alarcón    | «Hoy quiero confesarme» |                   |                   |                   |
| 7     | Elisa Huerva         | «La Violetera»          |                   |                   |                   |
| 8     | Verónica Rojas       | «Cabecita loca»         |                   |                   |                   |
| 9     | Ana Muñoz            | «Torre de arena»        |                   |                   |                   |
| 10    | Roberto Aragón       | «Me gusta mi novio»     |                   |                   |                   |

Retos
Aspirante a Retante:
- Aspirante 1: Inma Lara; 13 de mayo
- Aspirante 2: Jesús Millán; Mi amigo (no seleccionado)
- Aspirante 3: María Rubí; Aquella Carmen

| Orden | Nombre Reto       | Artistas          | Artistas       | Canción                 |
| ----- | ----------------- | ----------------- | -------------- | ----------------------- |
| 1     | Reto de Retantes  | Inma Lara         | María Rubí     | «Tientos del cariño»    |
| 2     | Reto Silla Roja 1 | Sherezade Alarcón | Verónica Rojas | «La niña de fuego»      |
| 3     | Reto Silla Roja 2 | Sherezade Alarcón | Ana Muñoz      | «Dolores la golondrina» |
| 4     | Reto Final        | Sherezade Alarcón | Inma Lara      | «Lola la piconera»      |

##### Gala 6
En orden de actuación
| Orden | Artista              | Canción                    | Valoración Jurado | Valoración Jurado | Valoración Jurado |
| Orden | Artista              | Canción                    | Lucas Vidal       | María del Monte   | Rayden            |
| ----- | -------------------- | -------------------------- | ----------------- | ----------------- | ----------------- |
| 1     | Juanma Jerez         | «Campanas de Linares»      |                   |                   |                   |
| 2     | Roberto Aragón       | «Madrina»                  |                   |                   |                   |
| 3     | Jorge Marazu         | «Mi carro»                 |                   |                   |                   |
| 4     | Naomi Santos         | «No me quieras tanto»      |                   |                   |                   |
| 5     | Alba Cabello "Dreid" | «Poema de mi soledad»      |                   |                   |                   |
| 6     | Eli Huerva           | « El día que nací yo»      |                   |                   |                   |
| 7     | Verónica Rojas       | «Silencio por un torero»   |                   |                   |                   |
| 8     | Juan Anselmo "Juana" | «Madre Hermosa»            |                   |                   |                   |
| 9     | Ana Muñoz            | «La niña de Puerta Oscura» |                   |                   |                   |
| 10    | Inma Lara            | «Amor Maldito»             |                   |                   |                   |

Retos
| Orden | Nombre Reto       | Artistas       | Artistas     | Canción                |
| ----- | ----------------- | -------------- | ------------ | ---------------------- |
| 1     | Reto Silla Roja 1 | Jorge Marazu   | Naomi Santos | «Silencio, cariño mio» |
| 2     | Reto Silla Roja 2 | Naomi Santos   | Eli Huerva   | «La ruiseñora»         |
| 3     | Reto Silla Roja 3 | Naomi Santos   | Ana Muñoz    | «La Salvaora»          |
| 4     | Reto Final        | Verónica Rojas | Inma Lara    | «La Parrala»           |

##### Gala 7
En orden de actuación
| Orden | Artista              | Canción                    | Valoración Jurado | Valoración Jurado | Valoración Jurado |
| Orden | Artista              | Canción                    | Lucas Vidal       | María del Monte   | Rayden            |
| ----- | -------------------- | -------------------------- | ----------------- | ----------------- | ----------------- |
| 1     | Jorge Marazu         | « Ojos verdes»             |                   |                   |                   |
| 2     | Verónica Rojas       | «En el último minuto»      |                   |                   |                   |
| 3     | Naomi Santos         | «La flor del temperamento» |                   |                   |                   |
| 4     | Alba Cabello "Dreid" | «Callejuela sin salida»    |                   |                   |                   |
| 5     | Juanma Jerez         | «Noches bonitas de España» |                   |                   |                   |
| 6     | Elisa Huerva         | «Capote de grana y oro»    |                   |                   |                   |
| 7     | Juan Anselmo "Juana" | «Muero por la copla»       |                   |                   |                   |
| 8     | Roberto Aragón       | «Mi vida privada»          |                   |                   |                   |

Retos
| Orden | Nombre Reto     | Artistas     | Artistas             | Canción                      |
| ----- | --------------- | ------------ | -------------------- | ---------------------------- |
| 1     | Reto Silla Roja | Naomi Santos | Elisa Huerva         | «Como a nadie te he querido» |
| 2     | Reto Final      | Naomi Santos | Alba Cabello "Dreid" | «Chiclanera»                 |

##### Gala 8
En orden de actuación
| Orden | Artista              | Canción                | Valoración Jurado | Valoración Jurado | Valoración Jurado |
| Orden | Artista              | Canción                | Lucas Vidal       | María del Monte   | Rayden            |
| ----- | -------------------- | ---------------------- | ----------------- | ----------------- | ----------------- |
| 1     | Roberto Aragón       | «Con ruedas de molino» |                   |                   |                   |
| 2     | Verónica Rojas       | «Cinco farolas»        |                   |                   |                   |
| 3     | Juan Anselmo "Juana" | «María de la O»        |                   |                   |                   |
| 4     | Juanma Jerez         | «Mi Salamanca»         |                   |                   |                   |
| 5     | Alba Cabello "Dreid" | «La Loba»              |                   |                   |                   |
| 6     | Jorge Marazu         | «La bien pagá»         |                   |                   |                   |

Retos
Primer reto
- Roberto Aragón Encrucijada: Paso al siguiente reto
- Juan Anselmo "Juana" Muero por la copla: Eliminado

Segundo reto
- Roberto Aragón Madrina: Eliminado
- Alba Cabello "Dreid Poema de mi soledad: Paso al siguiente reto

Tercer reto
- Alba Cabello "Dreid" Soy una feria: Paso al siguiente reto
- Juanma Jerez Noches bonitas de España: Eliminado

Cuarto reto
- Alba Cabello "Dreid" Tengo miedo: Paso al reto final
- Verónica Rojas Tatuaje: Eliminada

Gran reto final
- Alba Cabello "Dreid" Callejuela sin salida: Ganadora (52,89%)
- Jorge Marazu María la portuguesa: Subcampeón (47,11%)

#### Invitados
| Invitado          | Ocupación                  | Gala | Canción                                                       | Información             |
| ----------------- | -------------------------- | ---- | ------------------------------------------------------------- | ----------------------- |
| Martirio          | Cantante y actriz          | 1.ª  | Torre de arena                                                | Comentarista del jurado |
| Miss Caffeina     | Grupo musical              | 2.ª  | La Zarzamora                                                  | Comentarista del jurado |
| Joana Jiménez     | Cantante                   | 2.ª  | La bien pagá                                                  | Invitada                |
| Diana Navarro     | Cantante                   | 3.ª  | Ojos verdes / María de la O                                   | Comentarista del jurado |
| Laura Gallego     | Cantante                   | 3.ª  | Cinco farolas                                                 | Invitada                |
| Juan Valderrama   | Cantante                   | 4.ª  | Dime que me quieres / El emigrante                            | Comentarista del jurado |
| Sandra Carrasco   | Cantante                   | 4.ª  | ¡Ay pena, penita, pena!                                       | Invitada                |
| Pasión Vega       | Cantante                   | 5.ª  | Te he de querer mientras viva / Canción- Réquiem por el poeta | Comentarista del jurado |
| Nena Daconte      | Cantante                   | 5.ª  | A tu vera                                                     | Invitada                |
| Pitingo           | Cantante                   | 6.ª  | Limosna de amores / Un compromiso / Se nos rompió el amor     | Comentarista del jurado |
| Zahara            | Cantante                   | 6.ª  | Dolores                                                       | Invitados               |
| Jonathan Santiago | Cantante                   | 6.ª  | Esclavo de tu amor                                            | Invitados               |
| Manuel Berraquero | Cantante                   | 6.ª  | Triana, Triana                                                | Invitados               |
| María Peláe       | Cantante                   | 7.ª  | Se nos rompió el amor / Estoy mala                            | Comentarista del jurado |
| Los Secretos      | Grupo musical              | 7.ª  | Tengo miedo                                                   | Invitados               |
| Erika Leiva       | Cantante                   | 7.ª  | Mi amigo                                                      | Invitados               |
| José Mercé        | Cantante                   | 8.ª  | Te estoy queriendo tanto                                      | Comentarista del jurado |
| Pastora Soler     | Cantante                   | 8.ª  | Triniá                                                        | Invitados               |
| Estrella Morente  | Cantante                   | 8.ª  | El día que nací yo                                            | Invitados               |
| Alejandro Conde   | Cantante                   | 8.ª  | Mi niña Lola                                                  | Invitados               |
| Fernando Soto     | Profesor de interpretación | 8.ª  | La Salvaora                                                   | Invitados               |
| Rayden            | Miembro del jurado         | 8.ª  | Calle de la llorería                                          | Invitados               |

#### Recepción
| Fecha      | Día    | Características del programa                                                                                  | Audiencia      |
| ---------- | ------ | --- | -------------- |
| 01/10/2024 | Martes | Gala 1 / Presentación de concursantes / Expulsión de Davile / Entrada de Verónica                             | 557 000 (7,8%) |
| 08/10/2024 | Martes | Gala 2 / Expulsión de Karla / Entrada de Juana                                                                | 544 000 (7,5%) |
| 19/10/2024 | Sábado | Gala 3 / Sin expulsión                                                                                        | 536 000 (5,9%) |
| 26/10/2024 | Sábado | Gala 4 / Expulsión de Miriam / Entrada de Ana                                                                 | 490 000 (5,3%) |
| 02/11/2024 | Sábado | Gala 5 / Expulsión de Sherezade / Entrada de Inma                                                             | 535 000 (6,4%) |
| 09/11/2024 | Sábado | Gala 6 / Expulsión de Ana e Inma                                                                              | 470 000 (6,4%) |
| 16/11/2024 | Sábado | Gala 7 / Semifinal / Expulsión de Eli y Naomi                                                                 | 562 000 (6,4%) |
| 23/11/2024 | Sábado | Gala 8 / Final / Ganadora: Alba Cabello 2.º: Marazu / 3.ª: Verónica / 4.º: Juanma / 5.º: Roberto / 6.º: Juana | 547 000 (7,3%) |

## Palmarés
| Edición         | Fecha | Ganador/a    | Subcampeón/a | Tercer lugar   | Cuarto lugar | Quinto lugar   | Sexto lugar          |
| --------------- | ----- | ------------ | ------------ | -------------- | ------------ | -------------- | -------------------- |
| La bien cantá 1 | 2024  | Alba Cabello | Jorge Marazu | Verónica Rojas | Juanma Jerez | Roberto Aragón | Juan Anselmo "Juana" |

## Audiencias
| Edición                        | Fecha | Cadena | Espectadores | Cuota de pantalla | Gran final     |
| ------------------------------ | ----- | ------ | ------------ | ----------------- | -------------- |
| La bien cantá: Primera edición | 2024  | La 1   | 530 000      | 6,6%              | 547 000 (7,3%) |